# Fazilka
Fazilka (en punyabí: ਫਾਜ਼ਿਲਕਾ ) es una ciudad de la India en el distrito de Firozpur, estado de Punyab.

## Geografía
Se encuentra a una altitud de 181 m s. n. m. a 329 km de la capital estatal, Chandigarh, en la zona horaria UTC +5:30.

## Demografía
Según estimación 2010 contaba con una población de 74 942 habitantes.